# 大沢伸一
大沢 伸一（おおさわ しんいち、1967年2月7日 - ）は、滋賀県大津市出身の音楽家・音楽プロデューサー・ベーシスト・DJ等の肩書きを持つ。血液型はO型。

## 人物
1993年デビュー。
MONDO GROSSOやソロで活動している音楽家、DJ、プロデューサー。1990年代はUA、Chara、birdなど数多くの女性シンガーを手掛けた。クラブサイト"iLOUD"のDJ人気投票国内の部で3年連続No.1（2009〜2011年）。
2006年にMONDO GROSSOは活動休止。ソロ名義で発表したアルバム『The One』（'07）は、イギリスのSouthern Fried、アメリカのDim Makからもリリースされた。アルバム『SO2』（’10）収録曲「SINGAPORE SWING」がヒットし、2011年にはその曲名をタイトルとしたPaul Chambers（ベルギーのDJ）とのコラボアルバムをリリースした。
近年はよりアンダーグランドなテクノに傾倒した楽曲をリリースしているほか、Alex Gopher、M-Machine、Bart B More、Mumbai Scienceなどの楽曲をリミックスしている。作曲家、音楽プロデューサー、リミキサーとしても活動。安室奈美恵、山下智久、JUJUなどにも楽曲を提供している。また、トヨタ・オーリスやユニクロ、メルセデス・ベンツなどのCM音楽を手掛けるほか、代々木ヴィレッジのミュージック・バーをプロデュースするなどしている。
2017年、14年振りにMONDO GROSSOのアルバムをリリースした。

## 来歴
ギターを中学生の頃から始める。ニュー・ウェイヴ系の洋楽やYMO等に音楽的影響を受ける。高校の頃より京都を中心にバンドでベースを担当。その後はアパレル業界に就いた時期もあった。
1991年にバンド、MONDO GROSSOを京都にて結成。リーダーを務め、バンド内ではベースギターを担当する。アシッドジャズ、ボサノヴァを中心とした楽曲の生演奏を数々のクラブにおいて披露する。1993年に同バンドがフォーライフ・レコードからメジャー・デビュー。この頃、デビューを機に上京し、以前から親交の深かった沖野修也（KYOTO JAZZ MASSIVE）と共に東京都渋谷区桜丘町においてクラブ、「THE ROOM」の設立にも尽力。同クラブ内でのバンド活動も頻繁に行われた。尚、同クラブは現在も沖野修也がオーナーを務める。
1995年、セカンドアルバムである「BORN FREE」を発売。同時期、ヨーロッパツアーを数度敢行する。
1996年、ヨーロッパツアーを最後に他のバンドメンバーが離脱、自身がリーダーを務めるMONDO GROSSOは個人名義のコラボレーション・ユニットの形式へと移行し、新たなスタートを切る。
1997年、サードアルバム「Closer」を発売。この頃までにCLEMENTINE、Monday満ちる、UA等を既にプロデュースしており、またこの年からChara、りょうの楽曲をプロデュースする等、プロデューサーとしての活動が極めて精力的になる。
1998年、Monday満ちると共にViva Unityという短期ユニットを結成し、「hood ORIGINAL SOUNDTRACK」アルバムに参加。
1999年、レコード会社をSony Music Associated Recordsに移籍し、同社で自身のレーベルである、REALEYESを設立。このレーベルから第1号アーティストとしてbirdをプロデュース。
2000年、MONDO GROSSO再始動。アルバムMG4が世界各国で発売される。
2001年、クリスタル・ケイ、wyolica等楽曲をプロデュース。
2002年、日本人アーティストとして唯一となる、FIFAワールドカップ公式アルバム「FEVER PITCH」への楽曲提供を試みる。また、ジャミロクワイの楽曲のリミックスを担当。こちらは日本人アーティストとして初となった。また、この年にbirdがREALEYESレーベルから卒業。
2003年、BoAをフィーチャーしたヒット曲「Everything Needs Love」を含むハウスミュージックを大胆に導入した5thアルバム「NEXT WAVE」を発売。クラブミュージックとしては異例の大ヒットとなる。中島美嘉の20代初の楽曲「Love Addict」をプロデュースする。
2004年、自身のレーベル、REALEYESの名称をフィアレスレコーズへと変更。この年、同レーベルの元、12月8日に福岡県出身の女性歌手、信近エリがデビュー。
2005年、一年を通して信近エリのプロデュースに全力を注ぐ。ちなみにシングルからアルバムまで、全てのフル・プロデュースを行うのはbird以来である。秋、m-floのリミックスアルバム「DOPE SPACE NINE」に参加。TRIPOD BABYのリミックスを手がける。
2006年初頭、土屋アンナの楽曲のリミックスを手がける。春、MONDO GROSSOの活動を休止。FEARLESS RECORDSも運営終了。エイベックス・エンタテインメントに移籍。
2007年夏、RYUKYUDISKOのアルバムに参加。秋、Shinichi Osawa名義で初のオリジナルアルバム「The One」を発売。
2008年、安室奈美恵の楽曲「WHAT A FEELING」（アイリーン・キャラの同曲のリメイク）のプロデュースを手がける。春、浜崎あゆみのリミックスアルバム「Ayu-mi-x 6-GOLD」に参加。夏、「The One」のリミックスアルバム「The One＋」をリリース、リミキサーには、「FREEFROM FIVE」、「ARMAND VAN HELDEN」、「DE DE MOUSE」などが参加。秋、m-floの☆Taku TakahashiとFantastic Plastic Machineの田中知之と共にavexの20周年記念プロジェクトravexを結成する。11月、BeatmaniaIIDX16 EMPRESSに自身の楽曲「Our Song」が収録される。冬、GIRL NEXT DOOR、DJ OZMAの楽曲のリミックスを手がける。
2009年3月、布袋寅泰、CHEMISTRYの楽曲プロデュースをする。6月、北米ツアーを開始。9月、初のリミックス・ワークスアルバム「TEPPAN-YAKI -A Collection Of Remixes-」を発売。10月、小林武史と、新ユニットBradberry Orchestraを結成する。
2010年1月、リミックス集「TEPPAN-YAKI A Collection Of Remixes」がSounthern Fried Recordsよりリリース。6月30日、約3年ぶり2枚目のオリジナルアルバム『SO2』をリリース。7月、音楽専門誌LOUDと共同でレーベル『LDK』を発足。『LDK』リリース第一弾として大沢伸一変名プロジェクト『CROQUEMONSIEUR』が始動。iTunes Storeにて『WILD CAT / TIGER』が7月14日から配信開始された。8月、『Angelababy』のデビューシングル、「Fashion×Music×Vidal Sassoon」のキャンペーンソング「Beauty Suvivor」をプロデュースする。9月、Shinichi Osawa & Paul Chambers「Singapore Swing EP」をSouthern Fries Recordsよりリリース。10月、11月、THE LOWBROWSの楽曲をプロデュースする他MASTERLINKの楽曲をリミックス手がける。12月、Shinichi Osawaの「Zingaro EP」がSouthern Fried Recordsよりリリース。アルバム『SO2』のリミックスアルバムSO2 Remixesを配信限定、iTunes Store先行配信でリリース。レーベル『LDK』の第二弾としてイタリアのDJプロデューサー『Supabeatz』との配信限定コラボシングル『Cyclone』を『Shinichi Osawa + Supabeatz』名義でリリース。サウンドトラック『BLACK★ROCK SHOOTER』にリミックスで参加。
2011年7月、BeatauCueとのコラボシングル「H.O.W.L.」がKITSUNEからリリース。8月、商業施設「代々木VILLAGE」を小林武史とともに参画し、施設全体の基本設計を行うとともに、こだわりぬいた音響設備で最高の“音”を楽しむことができる「MUSIC BAR」をプロデュース。12月、片山正通が武蔵野美術大学で行っている特別講義「instigator」の選曲を担当。のちにメインテーマ曲「instigator theme」も制作。
2012年1月、玉置成実「LADY MIND」プロデュース。2月、moumoon「Bon Appetit」プロデュース。Etienne De Crecy「Am I Wrong」をリミックス。6月、MEG「TRAP」プロデュース。7月、MINMI「ラララ〜愛のうた〜」プロデュース。8月、トヨタ・オーリス「常識への裏切り」篇のCM音楽を担当。9月、レギュラーパーティーRADの開催会場が渋谷VISIONとなる。浜崎あゆみ「You & Me」をリミックス。10月、玉置成実「PARADISE」プロデュース。
2013年2月、2008年 - 2012年までのプロデュース、リミックス、コラボレーション作品の仕事集「大沢伸一の仕事2008−2012」をリリース。OFF THE ROCKER名義によるMIX-CD「SOFA DISCO」リリース。OFF THE ROCKER名義の新曲を収録した「OFF THE ROCKER EP#1」をリリース。3月、ユニクロ「レギンスパンツ ラクな私が、いちばんカッコイイ」篇のCM音楽を担当。サントリー烏龍茶「肉」篇のCM音楽を担当。7月、藤原ヒロシ「HORIZON」・MINMI「LAVENDER」プロデュース。8月、Bart B More「The Box」・M Machine「Tiny Anthem」をリミックス。9月、BRADBERRY ORCHESTRAが小林武史(Key)、ダイアナ(Vo)、田中義人(G)、屋敷豪太(Dr)、大沢伸一(Arr)のバンドとなりライブを行う。LektroluvよりThe Subsとのコラボシングル「Demon」がリリース。山下智久「原始的じゃナイト〜アナログ ラブ〜」・若旦那「SUITE」サウンドプロデュース、JUJU「Heart Beat」プロデュース、Alex Gopher「No Drop」をリミックス。10月、AFTERSCHOOL「Heaven」プロデュース。12月、CHARA「恋文」をリミックス。OFF THE ROCKER名義によるMIX-CD第2弾「SOFA DISCO 2014」リリース。片山正通の武蔵野美術大学での特別講義のために書き下ろしたテーマ曲や選曲した楽曲を収録したコンピレーション「Music for instigator Compiled by Shinichi Osawa」をリリース。
2014年1月、AFTERSCHOOL「Shh」プロデュース。2月、Alison Valentine「Curious」をリミックス。3月、NOTTV第2弾CMの音楽を担当。OFF THE ROCKER名義の新曲を収録した「OFF THE ROCKER EP#2」をリリース。プロデュース、リミックス、コラボレーション作品の仕事集第2弾「大沢伸一の仕事2012-2013」をリリース。4月、DUCK SAUCE「It’s You」をリミックス。Benny Benassiとのコラボシングル「Dope427」がULTRAよりリリース。Shinichi Osawa「Breaking Thourgh The Night」がKITSUNEよりリリース。Herr Styler 「We Are the Ones」リミックス。TOWA TEI with SHINICHI OSAWA 「18」共作。5月、椎名林檎セルフカバー曲「真夏の脱獄者」をアレンジ。6月、メルセデス・ベンツ「メルセデスベンツの本気」篇CM音楽を担当。7月、Aston Shuffle 「Back and Forth」リミックス。8月、山下智久「DRESS CODE」サウンドプロデュース。10月、JASMINE「Happy Dayz」プロデュース。12月、JUJU「Can’t Stop Fallin’ Love」プロデュース。
2015年1月、TOMO HIRATA「TAIKO」リミックス。2月、80KIDZ「FACE」リミックス、JRA-VAN『データでケイバが見えてくる「レース傾向篇」』 のCM音楽を担当。3月、AFTERSCHOOL「HEAVEN」リミックス、Peugeot「FUTURE DRIVE "FUTURE LION"」のCM音楽を担当。4月、「ニンジャスレイヤー フロム・アニメーション」サウンドトラック制作。6月、Remute & Shinichi Osawa 「Escalator」共作、AWA「誕生篇」CM音楽を担当。7月、三代目J SOUL BROTHERS「Summer Madness」リミックス。9月、西武・そごう「Jean Paul GAULTIER FOR SEPT PREMIÈRES」篇のJUJUによるCM音楽をプロデュース。11月、JUJU「夢見るシャンソン人形」プロデュース。Faint★Star「スライ」リミックス。12月、JUJU 「The One (I Want) 」プロデュース。AWA「CRAZY篇」のCM音楽を担当。
2016年1月、AMPSを結成。代官山UNITでのイベント「CUE」で初ライヴを行う。2月、Bleu Toucan「Le Chant du Cygne」ミックス、Google Android「新しい毎日が動き出す篇」のCM音楽をAMPSで担当。4月、YOSA「夜明け前」リミックス。8月、私立恵比寿中学「summer dejavu」プロデュース。
2017年6月、MONDO GROSSOの活動を再開。14年振りにMONDO GROSSOのアルバム『何度でも新しく生まれる』、半年後に続編アルバム『Attune/Detune』をリリース。FAKY「Keep Out」プロデュース。8月、AAA「No Way Back」リミックス。アナログ盤限定。10月、ANA国際線「きっと景色がちがう。」篇CM音楽担当。11月、GoogleアシスタントCM音楽担当。
2018年3月、IA「LIFE LOVE PEACE」プロデュース。4月、ANA HAWAII「あたらしいANAで、あたらしいハワイへ。」篇TVCMにMONDO GROSSO「LIFE」のセルフリメイク「LIFE(Retune)」が使用される。6月、浜田真理子「Bird」プロデュース。東京スカパラダイスオーケストラ「白と黒のモントゥーノ feat.斎藤宏介」リミックス。7月、フジテレビ・ノイタミナで放送されたTVアニメ『BANANA FISH』のサウンドトラックを担当。9月、レノア オードリュクスCM「この香りが私」CM音楽担当。サッポロ一番 カップスター「ストリート アド」編CM音楽アレンジ担当。
2019年1月、夏木マリ「Co・ro・na」「私を生きて」・伊原六花「Wingbeats」プロデュース。クラシック・ピアニスト武村八重子、m-flo / PKCZ®のVERBALと大沢伸一によるフューチャーリスティック・ピアノ・プロジェクト LNoLの配信アルバム 『Equanimity』をリリース。配信アルバム『SPACE INVADERS GROOVY』に「Night Clabbing」「Shaded Peace」2曲収録。
同年、オーストラリア人アーティストのRHYMEと組んだユニット「RHYME SO」を結成。2023年にはイギリスのシンガーソングライター、ソフィー・エリス・ベクスターをフィーチャーした曲「Deep In Vogue」を発表。

## ディスコグラフィー
|                   | リリース日    | タイトル                                               |
| Compilation album | 2000年4月1日  | Sakurahills Disco 3000                                 |
| Compilation album | 2000年6月21日 | Real 2 Step                                            |
| Compilation album | 2001年2月28日 | Real 2 Step Vol. 2                                     |
| 1st               | 2007年9月26日 | The One                                                |
| Remix Album       | 2008年8月27日 | The One +                                              |
| Out Works Album   | 2009年9月9日  | TEPPAN-YAKI -A Collection Of Remixes-                  |
| 2nd               | 2010年6月30日 | SO2                                                    |
| Remix Album       | 2010年12月1日 | SO2 Remixes                                            |
| 3rd               | 2011年7月27日 | Shinichi Osawa & Paul Chambers present SINGAPORE SWING |
| Compilation album | 2013年2月     | 大沢伸一の仕事2008−2012                                |
| MIX-CD            | 2013年2月     | OFF THE ROCKER presents SOFA DISCO                     |
| MIX-CD            | 2013年12月    | OFF THE ROCKER presents SOFA DISCO2014                 |
| Compilation album | 2013年12月    | Music for instigator Compiled by Shinichi Osawa        |
| Compilation album | 2014年3月     | 大沢伸一の仕事2012-2013                                |
| MIX-CD            | 2015年8月     | OFF THE ROCKER presents SOFA DISCO 15FW                |

### リミックス提供作品
1998年
- Zeebra - 未来への鍵 (Osawa’s Realized Mix)

1999年
- テイ・トウワ - Funkin' For Jamaica (Falling For Rio-maxx - Shinichi Osawa Mix)
- ELI+HIROSHI - Arms Of The Black Sky (Shinichi Osawa Remix)

2000年
- ジャクソン5 - Never Can Say Goodbye (Osawa 3000 Remix)
- Omar - Something Real (Shinichi Osawa Remix)

2001年
- ベースメント・ジャックス - Romeo (Shinichi Osawa Tokyo Garage Mix)
- Crystal Kay - Girl's Night (Layer 7 Remix)

2002年
- MISIA - Sunny Day (Shinichi Osawa Remix)
- BoA - ID; Peace B (Shinichi Osawa Remix)

2005年
- m-flo - TRIPOD BABY <SHINICHI OSAWA remix>
- クリストファー&ラファエル・ジャスト - Popper (Shinichi Osawa Distortion)

2006年
- 土屋アンナ - Ah Ah (Shinichi Osawa Remix)
- マイティ・ダブ・カッツ - Magic Carpet Ride 07' (Shinichi Osawa Remix)

2007年
- デジタリズム - Pogo (Shinichi Osawa Remix)
- プラッド - White's Dream (Shinichi Osawa Remix)
- バニー・レイク - Strobe Love (Osawa Remix)
- Kap10Kurt - Danger Seekers (Shinichi Osawa Edit)
- CLAZZIQUAI PROJECT - Stream Prayers (Shinichi Osawa Remix)

2008年
- DJ OZMA - MASURAO (Shinichi Osawa Remix)
- GIRL NEXT DOOR - 情熱の代償 (Shinichi Osawa Remix)
- TMVR - Bowie In The Bronx (Shinichi Osawa Remix)
- ザ・ウィップ – Blackout (Shinichi Osawa Remix)
- 安室奈美恵 - WHAT A FEELING (Shinichi Osawa Remix)
- アレックス・ゴファー - Aurora (Shinichi Osawa Remix)
- フィリックス・ダ・ハウスキャット - Radio (Shinichi Osawa Remix)
- 浜崎あゆみ - Startin' (Shinichi Osawa Remix)
- DE DE MOUSE - Light Night Dance (Shinichi Osawa Remix)
- ルビーズ - Stand in a Line (Shinichi Osawa Remix)
- ヤング・パンクス - Rockstar (Understand) (Shinichi Osawa Remix)
- ポピュラー・コンピューター - Lost & Found (Shinichi Osawa Remix)

2009年
- ティガ - Mind Dimension (NT89 Remix Shinichi Osawa Edit)
- バッグ・ライダース - Turbo Love (Shinichi Osawa Remix)
- ベニー・ベナッシ vs. イギー・ポップ - Electro Sixteen (Shinichi Osawa Remix)

## 映画
- 『40歳問題』 - 共に40代である音楽家 浜崎貴司、桜井秀俊による共同楽曲制作とコンサートのドキュメンタリー映画。